# Róża (imię)
Róża – żeńskie imię pochodzenia łacińskiego, od pospolitego wyrazu rosa, co oznacza „róża”. W Polsce notowana od 1410 roku.
Róża imieniny obchodzi:
- 6 marca[1], jako wspomnienie św. Róży z Viterbo (dawniej 4 września)[2]
- 7 maja, jako wspomnienie św. Róży Venerini
- 9 lipca, jako wspomnienie świętych: Róży Fan Hui, Róży Chen Aijie i Róży Zhao, męczennic chińskich wspominanych w grupie 120 męczenników chińskich
- 23 sierpnia, jako wspomnienie św. Róży z Limy (dawniej 30 sierpnia)[2]
- 30 sierpnia[1],
- 4 września[1]
- 13 grudnia, jako wspomnienie św. Róży, dziewicy[3].

## Znane osoby noszące imię Róża
- Rosa Bailly – francuska poetka, propagatorka kultury i literatury polskiej we Francji
- Rosa Bonheur – francuska malarka i rzeźbiarka naturalistyczna
- Rose Byrne – australijska aktorka
- Róża Czacka (1876–1961) – założycielka zgromadzenia franciszkanek służebnic Krzyża
- Rose Gilman – najmłodsza córka Ryszarda Windsora, księcia Gloucester
- Róża Herman – czołowa polska szachistka w okresie międzywojennym oraz powojennym
- Rose Hill – brytyjska aktorka
- Róża Kasprzak – polska skoczkini o tyczce, brązowa medalistka Mistrzostw Polski
- Róża Maria Leopoldyna Łubieńska (ur. 1947) – brytyjska aktorka filmowa i teatralna polskiego pochodzenia
- Róża Lipiec-Jakubowska (zm. po 1942) – polska pedagog
- Róża Luksemburg (1871–1919) – działaczka i ideolog ruchu robotniczego
- Rose McGowan – amerykańska aktorka
- Róża Ostrowska (1926-1975) – polska pisarka, aktorka oraz scenarzystka teatralna
- Rosa Parks (1913–2005) – amerykańska działaczka na rzecz praw człowieka
- Rosa Ponselle – amerykańska śpiewaczka (sopran dramatyczny)
- Rosa Reichert – niemiecka narciarka alpejska, mistrzyni olimpijska
- Rosa Raisa – polska śpiewaczka (sopran)
- Rosa Elena Simeon – kubańska działaczka komunistyczna, minister nauki
- Róża Thun (ur. 1954) – działaczka organizacji pozarządowych
- Róża Zamoyska (1913–1976) – polska działaczka społeczna

## Róża w literaturze i filmie
- Roza Weneda w tragedii „Lilla Weneda” Juliusza Słowackiego
- Róża Żabczyńska w powieści „Cudzoziemka” Marii Kuncewiczowej
- Róża „Pyza” Pyziak bohaterka Jeżycjady Małgorzaty Musierowicz
- Tygrys i Róża, trzynasta książka z cyklu Jeżycjady Małgorzaty Musierowicz
- Róża Cotton, postać ze stworzonej przez J.R.R. Tolkiena mitologii Śródziemia
- Rosa Klebb, fikcyjna postać z książki i filmu z Jamesem Bondem pt. Pozdrowienia z Moskwy
- Oskar i pani Róża, książka autorstwa Érica-Emmanuela Schmitta
- Babcia Róża i Gryzelka, wieczorynka dla dzieci
- Rose Henderson, jedna z bohaterek serialu Zagubieni.
- Rose DeWitt Bukater, bohaterka filmu  Titanic
- Rose Tyler, towarzyszka Doktora z serialu Doktor Who